# Margret Ruep
Margret Ruep (* 1950 in Mingolsheim in Baden-Württemberg) ist eine deutsche Pädagogin und Politikerin.

## Leben
Nach dem Abitur am Schönborn-Gymnasium in Bruchsal absolvierte sie ihr Lehramtsstudium in Freiburg im Breisgau, Hannover und Karlsruhe. Danach war sie an verschiedenen Realschulen in Baden-Württemberg als Realschullehrerin tätig. Im Jahre 1991 promovierte sie im Fach Pädagogik an der Pädagogischen Hochschule und der Universität Karlsruhe. Nach drei Jahren als Leiterin der Kraichgau-Realschule Sinsheim wechselte sie 1997 in das Landesministerium für Kultus, Jugend und Sport nach Stuttgart. Vom 14. Mai 2011 bis zum 9. Juli 2013 war sie als Ministerialdirektorin Amtschefin des Kultusministeriums.

## Leistungen
Von 2000 bis 2004 war Margret Ruep Präsidentin des Oberschulamtes Tübingen für den Regierungsbezirk Tübingen. Von Oktober 2004 bis 2009 leitete sie das Oberschulamt Stuttgart bzw. die Abteilung für Schule und Bildung im Regierungspräsidium Stuttgart.
2008 wurde sie Rektorin der Pädagogischen Hochschule Weingarten. Schwerpunkte ihrer Tätigkeit als Rektorin lagen in den Bereichen Bildungskooperation mit Indien, Schüleraustausch mit Indien, Qualitätsmanagement und Stiftungsrat der freien katholischen Schulen.
Nach Amtsantritt der grün-roten Regierung in Baden-Württemberg im Mai 2011 wurde Ruep zur Ministerialdirektorin ins Ministerium für Kultus, Jugend und Sport berufen. Am 9. Juli 2013 wurde Margret Ruep mit sofortiger Wirkung in den einstweiligen Ruhestand versetzt. Als Nachfolger wurde der Oberbürgermeister der Stadt Radolfzell am Bodensee, Jörg Schmidt, zum 1. August 2013 ernannt.

## Sonstige öffentliche Funktionen
- Kuratorin in der deutsch-französisch-schweizerischen Oberrheinkonferenz
- Stiftungsrat der Freien katholischen Schulen
- Präsidentin des Bundes Deutscher Zupfmusiker Baden-Württemberg (2003–2009)
- Kuratorin für die Berufsakademien Baden-Württemberg
- Kuratorin für Weiterbildung der Diözese Rottenburg-Stuttgart
- Stiftungsrat der deutsch-amerikanischen Burns-Stiftung Stuttgart
- Mitglied im Beirat der Freien Schule Anne-Sophie (Bettina Würth Künzelsau)
- Redaktionsbeirat der Zeitschrift Lehren und Lernen
- Vorstand und Mitbegründerin der Deutschen Gesellschaft für Bildungsmanagement

## Veröffentlichungen
- mit Helga Breuninger: Der Mensch im Mittelpunkt des Bildungsmanagements 2009